# Doctrina Ulbricht

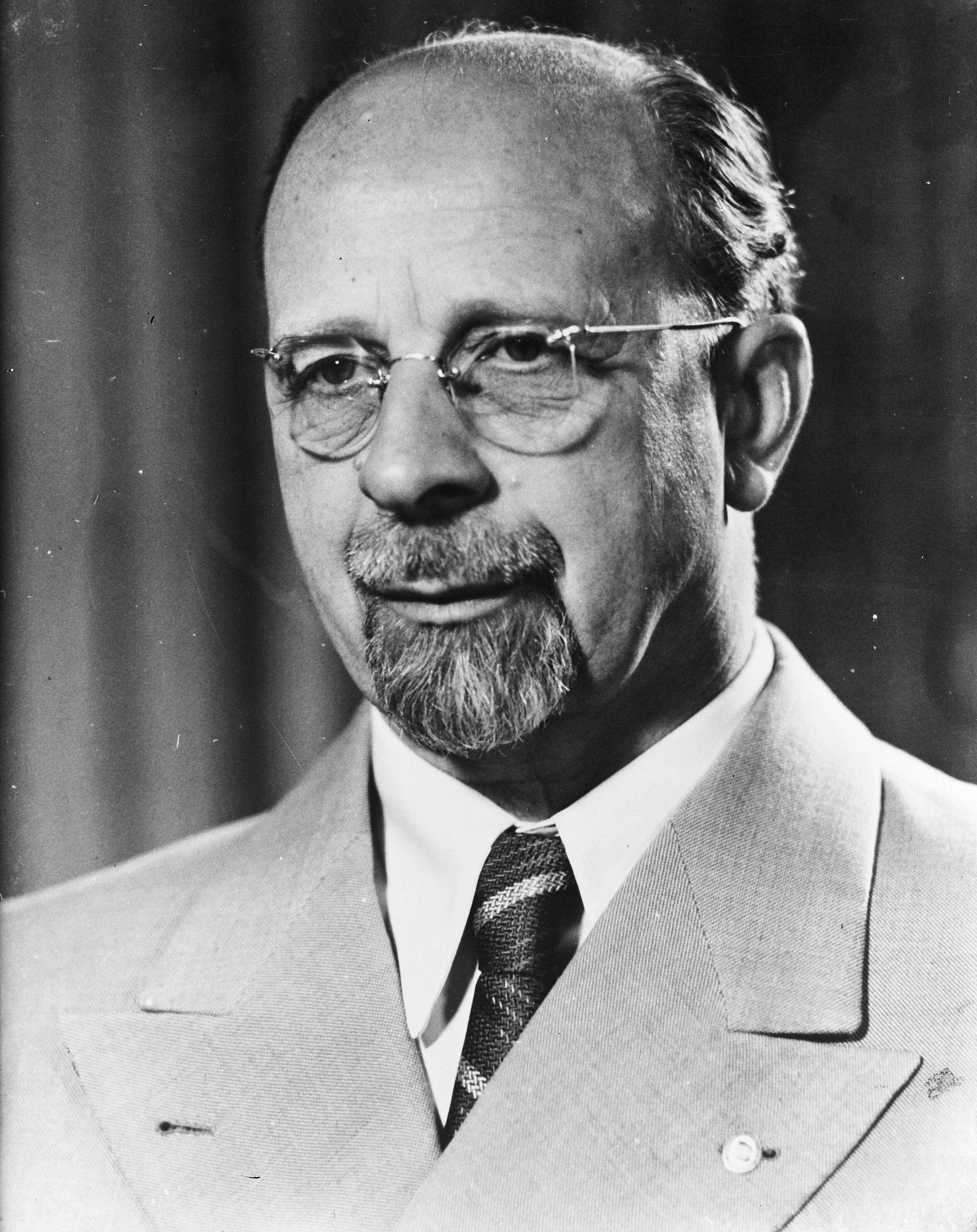
Walter Ulbricht (1960)

La Doctrina Ulbricht, denominada de este modo por su promotor Walter Ulbricht Jefe del Estado de Alemania Oriental, fue una doctrina política diplomática surgida en el marco de la Guerra Fría que hacía alusión a la relación mutua entre la República Democrática Alemana (RDA) y República Federal Alemana (RFA). La base de la doctrina establecía que la normalización de las relaciones diplomáticas entre ambos estados solo se daría si ambos estados reconocían la soberanía del otro. Este criterio se oponía a la Doctrina Hallstein defendida por Alemania Occidental. Dicha doctrina afirmaba que, tras la finalización de la Segunda Guerra Mundial (1939-1945) con la derrota del III Reich (1933-1945), la República Federal Alemana era el único estado alemán legítimo.
Alemania Oriental ganó inicialmente la aceptación de ese enfoque dentro de países miembros del bloque comunista como Checoslovaquia, Polonia, Hungría y Bulgaria. Dichos estados accedieron a no normalizar sus relaciones con Alemania Occidental hasta que esta reconociera la soberanía de Alemania Oriental. Sin embargo Alemania Occidental acabó por abandonar la Doctrina Hallstein, con la adopción de la denominada Ostpolitik (1969-1974), promovida por el canciller Willy Brandt. En diciembre de 1972 se firmó un Tratado Base entre las dos Alemanias reafirmando a los dos estados alemanes como entidades separadas. Ese también permitió el intercambio de misiones diplomáticas y la admisión de ambos países como miembros plenos de las Naciones Unidas.